# European Poker Tour
L'European Poker Tour (EPT) és una sèrie de tornejos de pòquer en què participen alguns dels millors jugadors professionals del món, iniciada el 2004.
Els tornejos es realitzen en diferents ciutats europees: Barcelona, Londres, Budapest, Varsòvia, Praga, Deauville, Copenhaguen, Dortmund, San Remo i la gran final a Montecarlo. L'única excepció és un torneig que es realitza a Bahames. El principal patrocinador de l'European Poker Tour és PokerStarts, la sala de pòquer més gran d'Internet. La primera prova de l'European Poker Tour es va realitzar a Barcelona el setembre de 2004. La prova de l'European Poker Tour realitzada a Montecarlo el 2008 va aconseguir el rècord en premis en un torneig fora de las Vegas amb un premi total acumulat de 9.350.000 €, dels quals 2.300.000 € van correspondre al primer premi.
Ningú no ha aconseguit guanyar dues proves de l'European Poker Tour. Mark Teltscher gairebé ho aconsegueix en quedar subcampió en el torneig de Barcelona de la quarta temporada.
L'EPT el grava la productora de televisió Sunset+Vine i es retransmet per tot el món. A Espanya es retransmet per Antena.Nova. El compositor Simon Darlow, que treballa de forma habitual amb els productors de Sunset+Vine, és el compositor del tema de l'European Poker Tour, anomenat EPT Theme.

## Taula de guanyadors
La taula final de l'European Poker Tour consta de 8 finalistes i es dedica exclusivament un dia per a l'esdeveniment.
|                 | Temporada 1      | Temporada 2     | Temporada 3       | Temporada 4          | Temporada 5          | Temporada 6         | Temporada 7       |
| --------------- | ---------------- | --------------- | ----------------- | -------------------- | -------------------- | ------------------- | ----------------- |
| Baden           |                  | Patrik Antonius | Duc Thang Nguyen  | Julian Thew          |                      |                     |                   |
| Barcelona       | Alexander Stevic | Jan Boubli      | Bjørn-Erik Glenne | Sander Lyloff        | Sebastian Ruthenberg | Carter Phillips     | Kent Lundmark     |
| Berlín          |                  |                 |                   |                      |                      | Kevin MacPhee       |                   |
| Budapest        |                  |                 |                   |                      | Will Fry             |                     |                   |
| Copenaguen      | Noah Boeken      | Mads Andersen   | Magnus Petersson  | Tim Vance            | Jens Kyllönen        | Anton Wigg          | Michael Tureniec  |
| Deauville       | Brandon Schaefer | Mats Iremark    |                   |                      | Moritz Kranich       | Jake Cody           | Lucien Cohen      |
| Dortmund        |                  |                 | Andreas Høivold   | Michael McDonald     | Sandra Naujoks       |                     |                   |
| Dublín          | Ram Vaswani      | Mats Gavatin    | Roland De Wolfe   | Reuben Peters        |                      |                     |                   |
| Kíev            |                  |                 |                   |                      |                      | Maxim Lykov         |                   |
| Paradise Island |                  |                 |                   | Bertrand Grospellier | Poorya Nazari        | Harrison Gimbel     | Galen Hall        |
| Praga           |                  |                 |                   | Arnaud Mattern       | Salvatore Bonavena   | Jan Škampa          | Roberto Romanello |
| Sanremo         |                  |                 |                   | Jason Mercier        | Constant Rijkenberg  | Liv Boeree          |                   |
| Snowfest        |                  |                 |                   |                      |                      | Allan Bække         |                   |
| Tallinn         |                  |                 |                   |                      |                      |                     | Kevin Stani       |
| Varsòvia        |                  |                 | Peter Jepsen      | Michael Schulze      | João Barbosa         | Christophe Benzimra |                   |
| Viena           | Pascal Perrault  |                 |                   |                      |                      |                     | Michael Eiler     |
| Vilamoura       |                  |                 |                   |                      |                      | Antonio Matias      | Toby Lewis        |